# Горно-Кратово
Горно-Кратово (мак. Горно Кратово) — село у Північній Македонії, входить до складу общини Кратово Північно-Східного регіону.
Населення — 27 осіб (перепис 2002) в … господарствах.

## Географія
Горно-Кратово це невелике село, розміщене на північний схід від міста Кратово на захід від склону Осоговської Платини.

## Історія
В Османських податкових регістрів не-мусульманське населення села валієту Кратово 1618–1619 рр. село було зазначено Горно-Кратово з 21 Джизья.
У 19 столітті Горно-Кратово було невеликим болгарським селом Османської імперії. Згідно зі статистикою Васіла Кинчова (Македонська етнографія та статистика) 1900 року Горно-Кратово мало 280 жителів, всі болгари-християни.
Після Ілінденського повстання в 1904 році більшість села потрапили під владу Болгарської екзахії. За даними секретаря екзаху Димитара Мішева («La Macédoine et sa Population Chrétienne») в 1905 році Горно-Кратово мало 320 болгар-екзархістів і 64 патріаршистів(укр.) сирбоман(укр.) і в селі працюють болгарська і сербська школи..
Балканської війни в 1912 році 20 душ добровільно пішли в Македонсько-Адріанопольський Добровольчий корпус. Після Другої Балканської війни село було під владою Сербії.

## Відомі люди
Народились в Горно-Кратово
- Болгарія Арсо Арексов, македонсько-одрінський ополченець[7]
- Болгарія Стоян Леков (? — 1924), болгарський революціонер